# Apastepeque (Stadt)

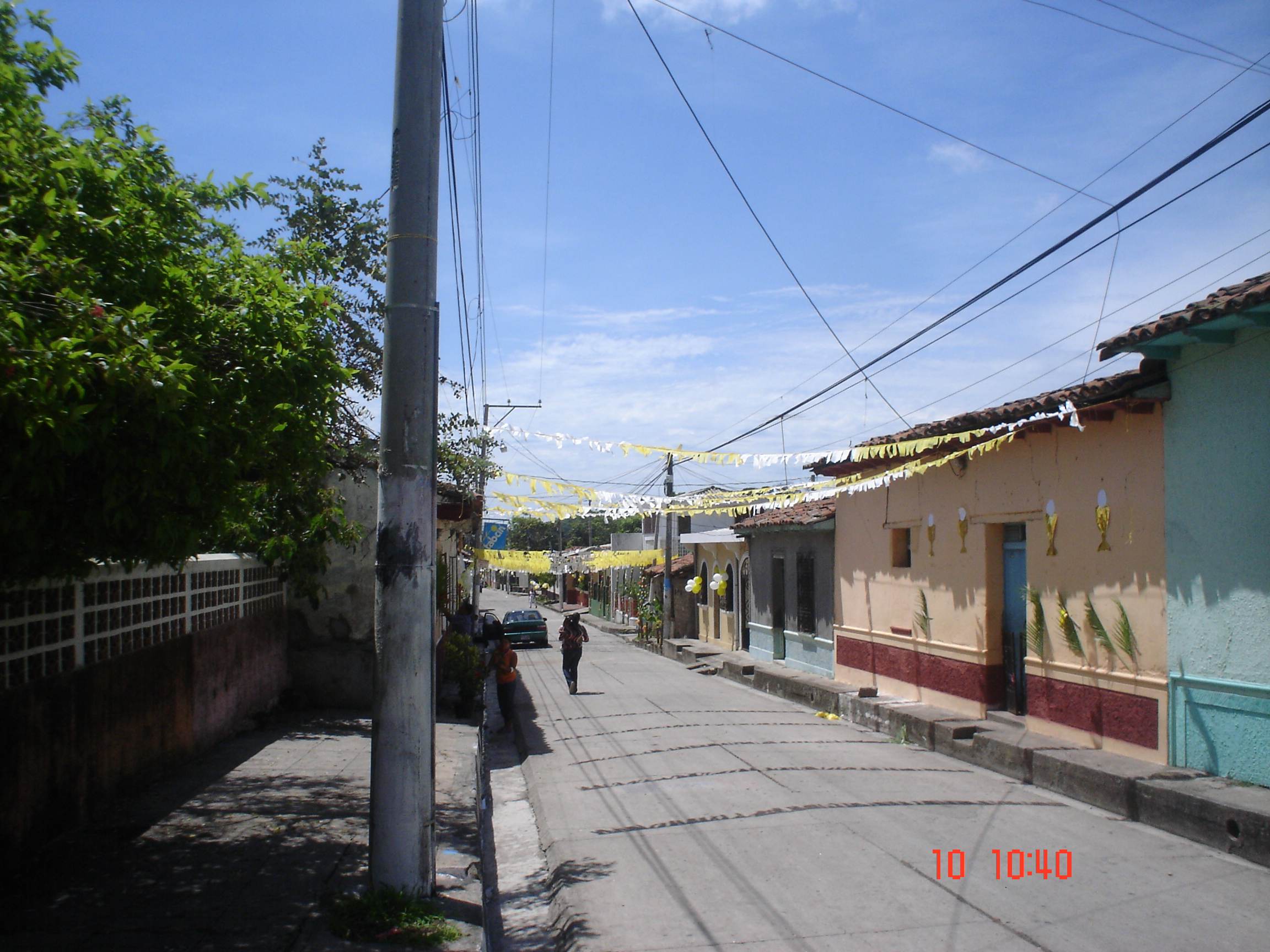
Die Raimundo Lazo Straße in Apastepeque an Fronleichnam

Apastepeque ist eine Gemeinde im Departamento von San Vicente rund 6 Kilometer östlich der Stadt San Vicente in El Salvador gelegen. 2007 zählte das Departamento 19.895 Einwohner. Die Stadt selbst hat rund 10.000 Einwohner. 
Die Stadt ist insbesondere für zahlreiche Fiestas und kulturelle Veranstaltungen bekannt, wie die Fiesta de los Moros im Januar, Santa Rita's Festival im Mai, Feierlichkeiten zu Ehren Santiagos im Juli und den jährlichen Weihnachtskarneval im Dezember.